# Portia Modise
Portia Modise (Soweto, 20 de junio de 1983) es una futbolista sudafricana, nombrada mejor jugadora del Campeonato de África de fútbol femenino 2006.

## Biografía
Modise nació en Soweto y comenzó a jugar fútbol de competición con las Soweto Ladies en 1996. Tiene dos hermanos. Hizo pruebas con el Arsenal LFC en 2003.
En 2005, Modise es una de las dos africanas, con Perpetua Nkwocha, nominada al título de jugadora mundial del año de la FIFA, logrado por la alemana Birgit Prinz.
Durante el Campeonato de África de fútbol femenino 2006, marca un objetivo para la selección nacional sudafricana durante el partido para el tercer lugar contra Camerún, y fue elegida mejor jugadora del torneo. Forma parte del top 3 del premio de la futbolista del año de la CAF en 2006, y fue seleccionada en equipo de los All-Stars en un partido que precede el sorteo de la Copa del mundo de fútbol femenino 2007
Jugó también bajo los colores del Fortuna Hjørring, de los Orlando Piratas, del Jomo Cosmos FC y del Palace Super Falcons.